# Gyldendals Uglebøger
Gyldendals Uglebøger er en serie bøger i billigbogsudstyr om filosofi, kultur hhv. samfundsforhold udgivet i 1960erne af forlaget Gyldendal. Uglebøgerne var en del af forlagets satsning på billigbøger. Andre serier – produceret i samme format – er Gyldendals Tranebøger (bred skønlitteratur), Gyldendals Spættebøger (lyrik) og Gyldendals Bekkasinbøger (smal skønlitteratur). De fire seriers typografi og omslag var tilrettelagt af grafikeren Austin Grandjean.
Der savnes en samlet fortegnelse over samtlige uglebøger, med hensyn til reelt antal titler, årgange, oplag m.v. da Gyldendal ikke selv ligger inde med sådanne informationer (længere?). Det samme kan formodes med hensyn til de andre nævnte serier.

## Eksempler på Uglebøger
- Abell, Kjeld: Teaterstrejf i Paaskevejr
- Ahlberg, Alf: Filosofiens Historie 1 – 6
- Bhagavad Gita: Herrens Ord
- Brandes, Georg: Essays
- Brecht, Bertolt: Om Tidens Teater
- Brix, Hans: Gudernes Tungemaal
- Camus, Albert: Sisyfos-Myten
- Dantzig, Tobias: Tallet, videnskabens sprog
- Descartes, René: Om Metoden
- Dreyer, Carl Th.: Om Filmen
- Einstein, Albert og Leopold Infeld: Det moderne Verdensbillede
- Galbraith, John Kenneth: Det rige Samfund
- Grieg, Nordahl: De unge Døde
- Grønbech, Vilhelm: Jesus Menneskesønnen
- Heretica. En antologi ved Ole Wivel
- Holberg, Ludvig: Epistler og Moralske Tanker
- Humlum, Johannes: Landsplanlægning i Danmark
- Hurwitz, Stephan: Det menneskelige Ansvar
- Jensen, Johannes V.: Johannes Larsen og Aarstiderne
- Jung, C. G.: Jeg'et og Det Ubevidste
- Kierkegaard, Søren: Begrebet Angest
- Koch, Hal: Konstantin den Store
- Kritisk Revy. En antologi ved Sven Møller Kristensen
- Marcuse, Herbert: Det én-dimensionale menneske: en undersøgelse af det højtudviklede industrisamfunds ideologi
- Marx, Karl: Økonomi og Filosofi
- Nielsen, Morten: Breve til en Ven
- Nietzsche, Friedrich: Historiens Nytte
- Oppenheimer, J. Robert: Naturvidenskab og Livsforståelse
- Ortega y Gasset, Jose: Massernes Oprør
- Sarvig, Ole: Krisens Billedbog
- Seidenfaden, Erik og Davis Jens Adler: Nedrustning
- Snow, C. P.: Videnskab og Stat
- Stravinsky, Igor: Musikalsk Poetik
- Svalastoga, Kaare og Preben Wolf: Social Rang og Mobilitet
- Wanscher, Vilhelm: Den æstetiske Opfattelse af Kunst
- Wiener, Norbert: Menneske og Automat
- Vinding, Ole: Foraaret i fransk Kunst

| Bog | Spire Denne artikel om bøger og tidsskrifter er en spire som bør udbygges. Du er velkommen til at hjælpe Wikipedia ved at udvide den. |